# 關可為
關可為（英語：Avery Kwan Ho Wai，1995年11月10日—）是香港的前新聞從業員，曾經任職香港電台及無綫電視新聞部。現時為香港路政署傳媒通訊組宣傳主任。

## 簡歷
關可為2017年在香港電台做過實習記者，2018年11月加入無綫電視新聞部，任港聞組記者，曾被派駐北京。
2020年1月，關可為派去武漢採訪當地的新冠肺炎疫情，受到網民討論。
2022年1月1日開始因離職潮成為無綫新聞台主播，至2024年6月19日晚在社交帳戶宣佈離開無綫電視。
現就職路政署宣傳主任。

## 外部連結
- 關可為的Instagram帳戶